# Casa de Lucio Cecilio Giocondo

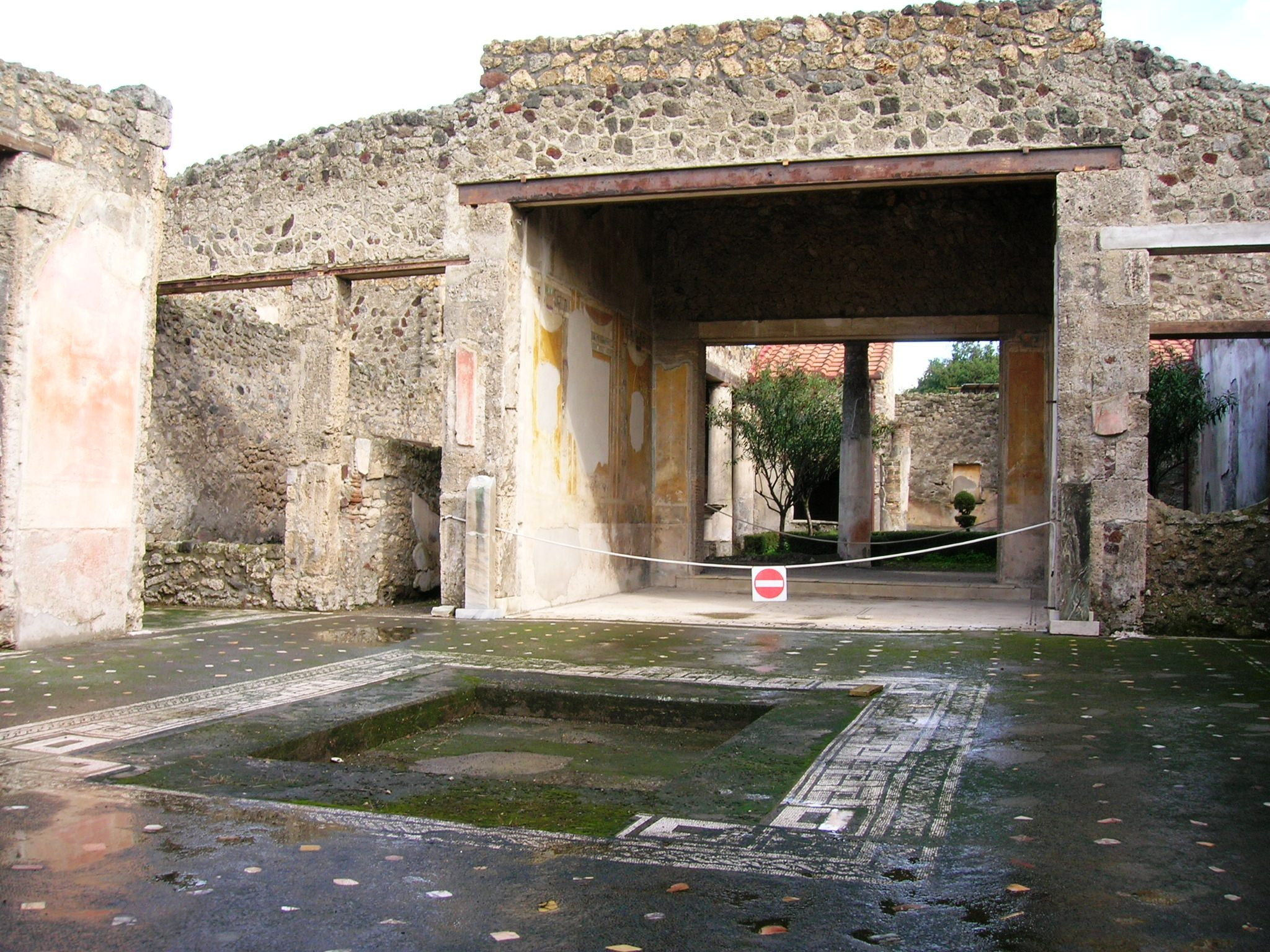
El atrio y el tablinio.

La casa de Lucio Cecilio Jucundo es una domus de la época romana, enterrada durante la erupción del Vesubio en el año 79 y encontrada tras las excavaciones arqueológicas de la antigua Pompeya.

## Historia
La casa fue construida entre finales del siglo III y principios del siglo II a. C.  y sufrió pequeñas reformas a lo largo de los años: dañada durante el terremoto de Pompeya del año 62, fue restaurada por el entonces propietario, el banquero Lucio Cecilio Jucundo, que le dio su nombre; enterrada bajo un manto de cenizas y lapilli tras la erupción del Vesubio en el año 79, fue encontrada gracias a las excavaciones borbónicas de 1844 y explorada de nuevo en 1875. En el transcurso de la Segunda Guerra Mundial sufrió ligeros daños por los bombardeos estadounidenses: al final del conflicto fue necesario recolocar las tejas del tejado, reordenar las columnas del peristilo y limpiar el suelo de la caída de escombros.

## Descripción

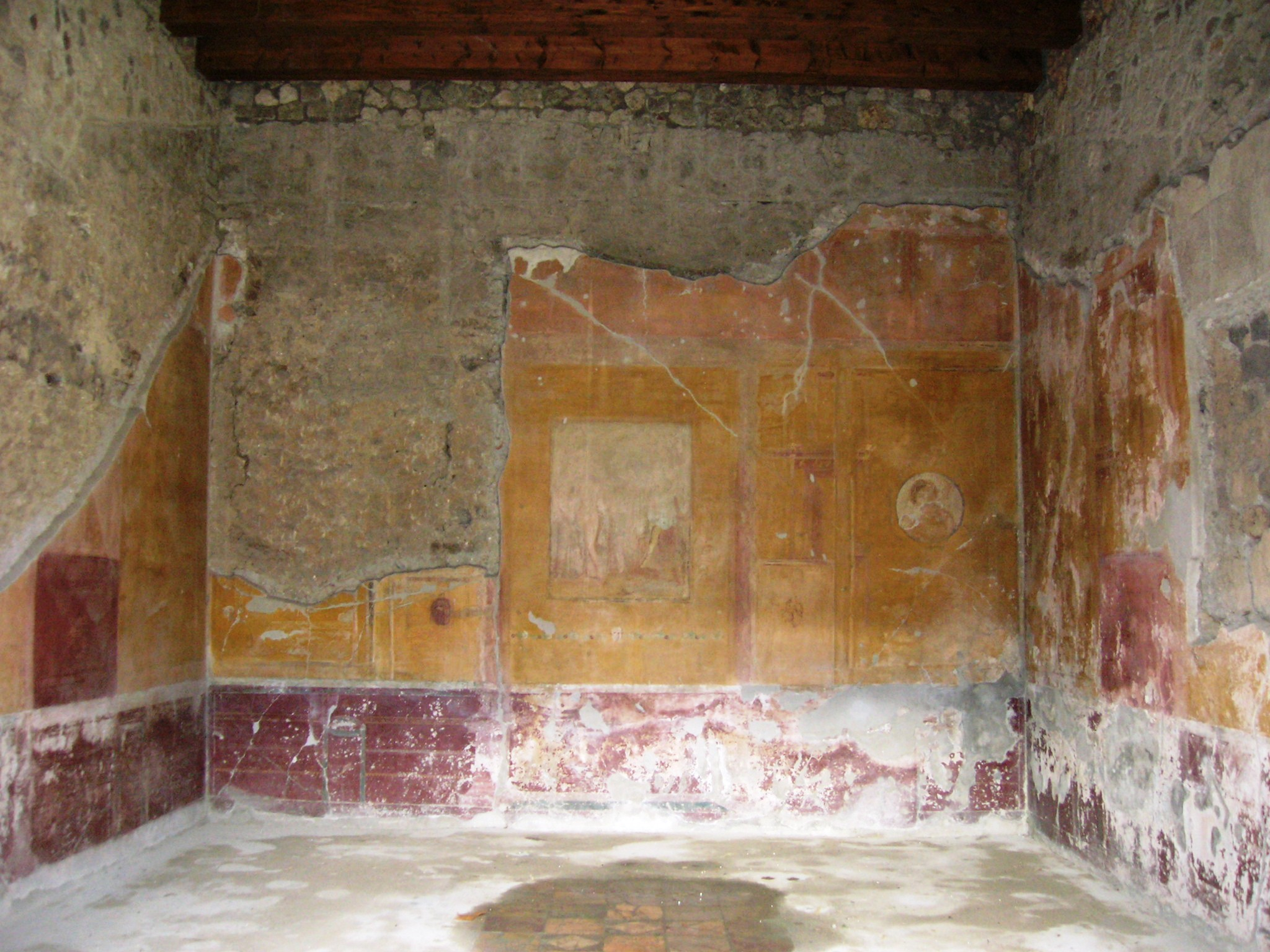
upright = 1.4

La casa de Lucio Cecilio Jucundo está construida íntegramente con armazón de piedra caliza de Sarno, con el uso de toba en las partes decorativas: la gran habilidad del propietario, Lucio Cecilio Jucundo, para saber hacer su trabajo, el de banquero, le llevó a obtener una gran cantidad de ganancias, lo que queda patente en el gran esplendor de su casa. La entrada da directamente a la Via del Vesuvio y a dos grandes pilastras, en los que se encontraron varias inscripciones electorales  en el momento de la excavación: a ambos lados de la entrada hay dos tiendas. Pasado el vestíbulo, en el que se conserva un mosaico en el suelo que representa a un perro, se accede al atrio, con un impluvium central rodeado de un mosaico con figuras geométricas, mientras que en el resto de la sala el suelo es de opus signinum con inserciones de mármol coloreado; en la esquina noroeste hay un larario decorado en mármol: En particular, la parte superior de la base se caracterizaba por dos bajorrelieves que representaban los daños causados por el terremoto del 62, es decir, el derrumbe de la Porta Vesuvio, que fue robada, y los daños del templo de Júpiter, conservados en el Museo Arqueológico Nacional de Nápoles. Lo más probable es que estas obras se ejecutaran en señal de expiación a los dioses enfurecidos o, una hipótesis menos creíble, que estos bajorrelieves se ejecutaran en señal de agradecimiento a los dioses que, al provocar el terremoto, habían permitido que Cecilio Jucundo, que había especulado con las desgracias de otros, se enriqueciera. Alrededor del atrio hay varios cubículos, en algunos de los cuales se han conservado tanto los pavimentos como las decoraciones de las paredes en forma de mosaico, aunque algunas representaciones se han perdido en parte, como la pintura de Ulises y Penélope y una escena teatral.

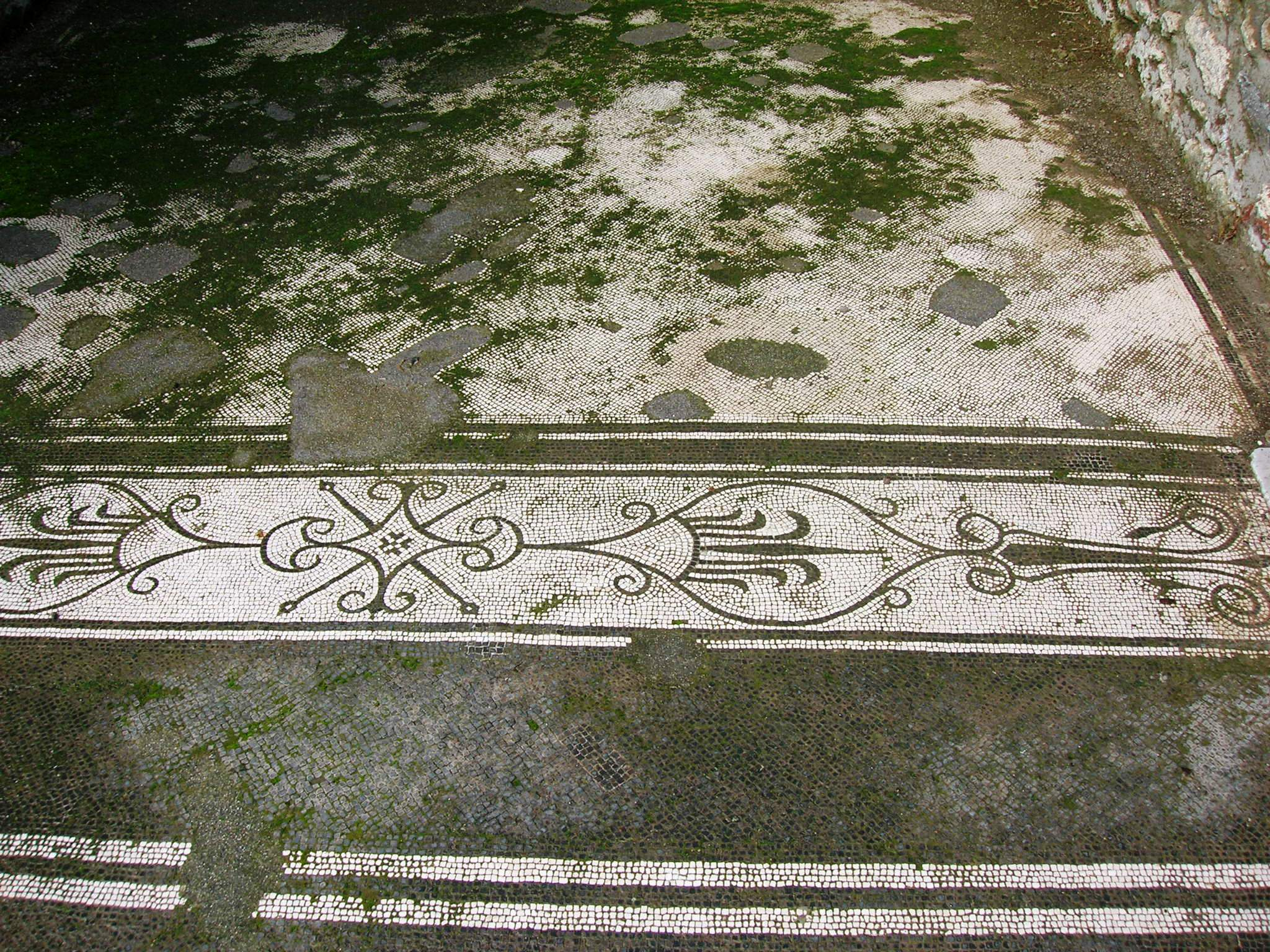
Pavimentación con mosaico.

En el atrio se abre el tablinum, de dimensiones considerables, tal vez utilizado por el propietario para ejercer su profesión. A ambos lados de las jambas de entrada hay dos pequeñas columnas sobre las que se colocaron dos hermas, en particular la de la izquierda soportaba una cabeza de bronce que representaba al tío o al padre  de Cecilio Jucundo, regalo del liberto Félix, como atestigua la inscripción grabada en el pilar: «GENIO LUCI NOSTRI FELIX LIBERTUS».

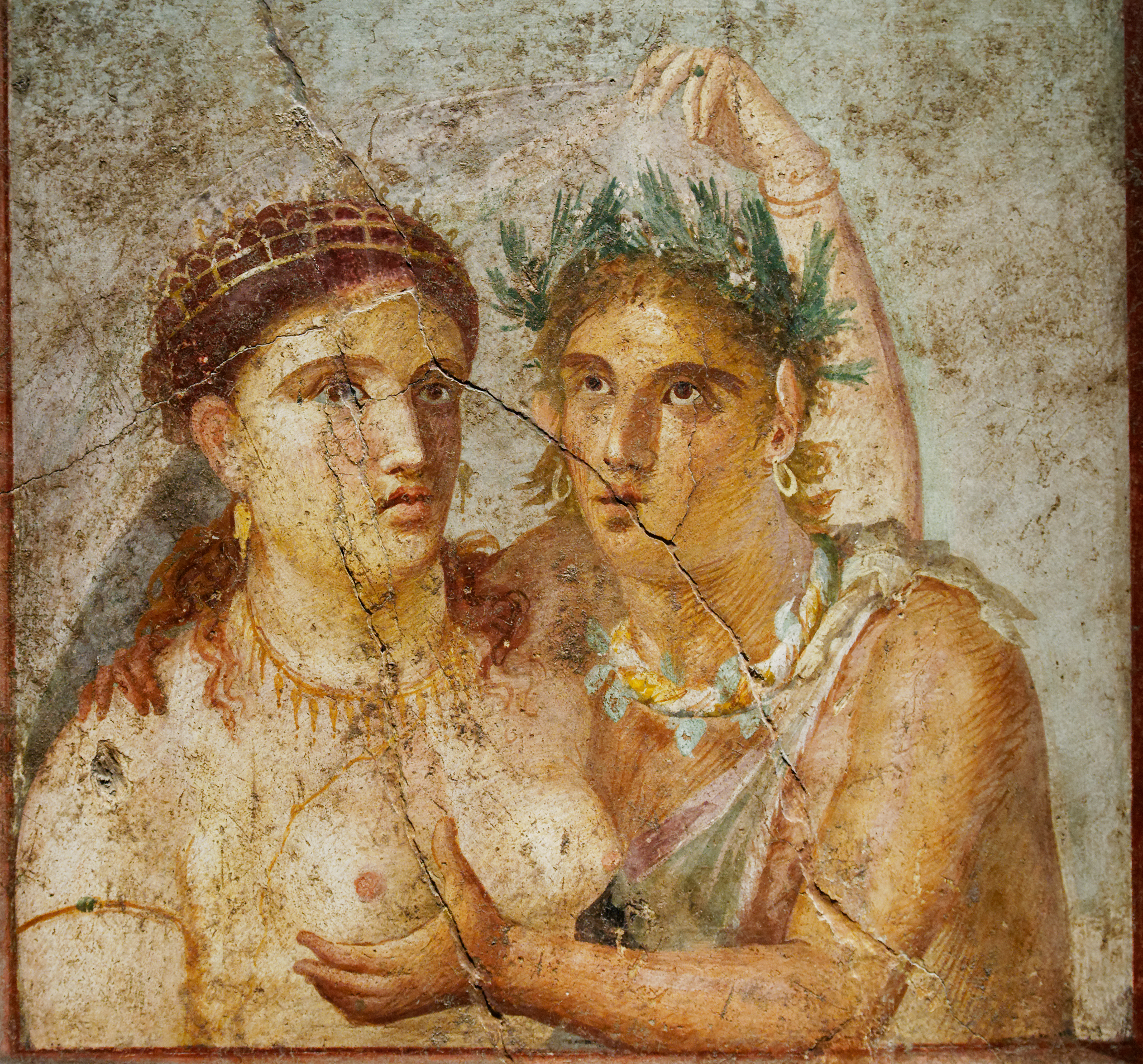
Sátiro con Ménade.

En la derecha había una cabeza de oro, que fue destruida durante la exploración. El tablinum conserva intacto el suelo de mosaico con un diseño geométrico en el centro, mientras que en las paredes hay frescos del tercer estilo, que originalmente eran de color cinabrio, apoyados sobre un fondo ocre, del que hoy solo queda este último color. A ambos lados, los paneles decorativos están divididos en tres compartimentos, similares a tapetes, decorados con elementos vegetales. En la pared derecha había pequeñas pinturas en el centro de cada compartimento que representaban a un sátiro abrazando a una ménade, a Ifigenia en Táuride y a una ménade con Cupido, todas ellas desprendidas y conservadas en el Museo Arqueológico de Nápoles, mientras que en el lado izquierdo se conservan el fresco de un sátiro con una ménade, una representación incierta, que probablemente representa el regreso de Héctor como cadáver, y otro sátiro con ménade.
Más allá del tablinum se encuentra el peristilo, que conserva intacta la columnata, una fuente con pila de mármol, varios grafitis y un fresco erótico  y otro de un gran animal. En el centro de esta sala se encuentra el jardín, mientras que a su alrededor hay varias estancias como el triclinio con restos de la decoración mural: Son particularmente visibles los medallones con rostros de mujeres, una gran pintura, arruinada por el tiempo, que representa el juicio de Paris, y a Teseo abandonando a Ariadna, en este caso desprendida de su emplazamiento original; estos paneles tienen también una parte central en ocre amarillo y un revestimiento rojo. Otras estancias conservan escasos restos de los enfoscados, y cabe destacar la exedra con una hornacina utilizada como larario y una mesa de mármol. Cerca de esta sala, debido al derrumbe durante la erupción del piso superior, se encontró entre el 3 y el 5 de julio de 1875  un pequeño cofre con ciento cincuenta y cuatro tablillas enceradas, en las que figuraba la suma de los contratos de arrendamiento y las cantidades pagadas por la compra de propiedades. La datación de estos documentos va del 52 al 62, tras lo cual se cree que el banquero se retiró a la vida privada dedicándose a las obras religiosas. Una escalera conducía a una bodega subterránea, en la que se pueden reconocer frescos con dibujos de elementos naturales.